# 法国时区

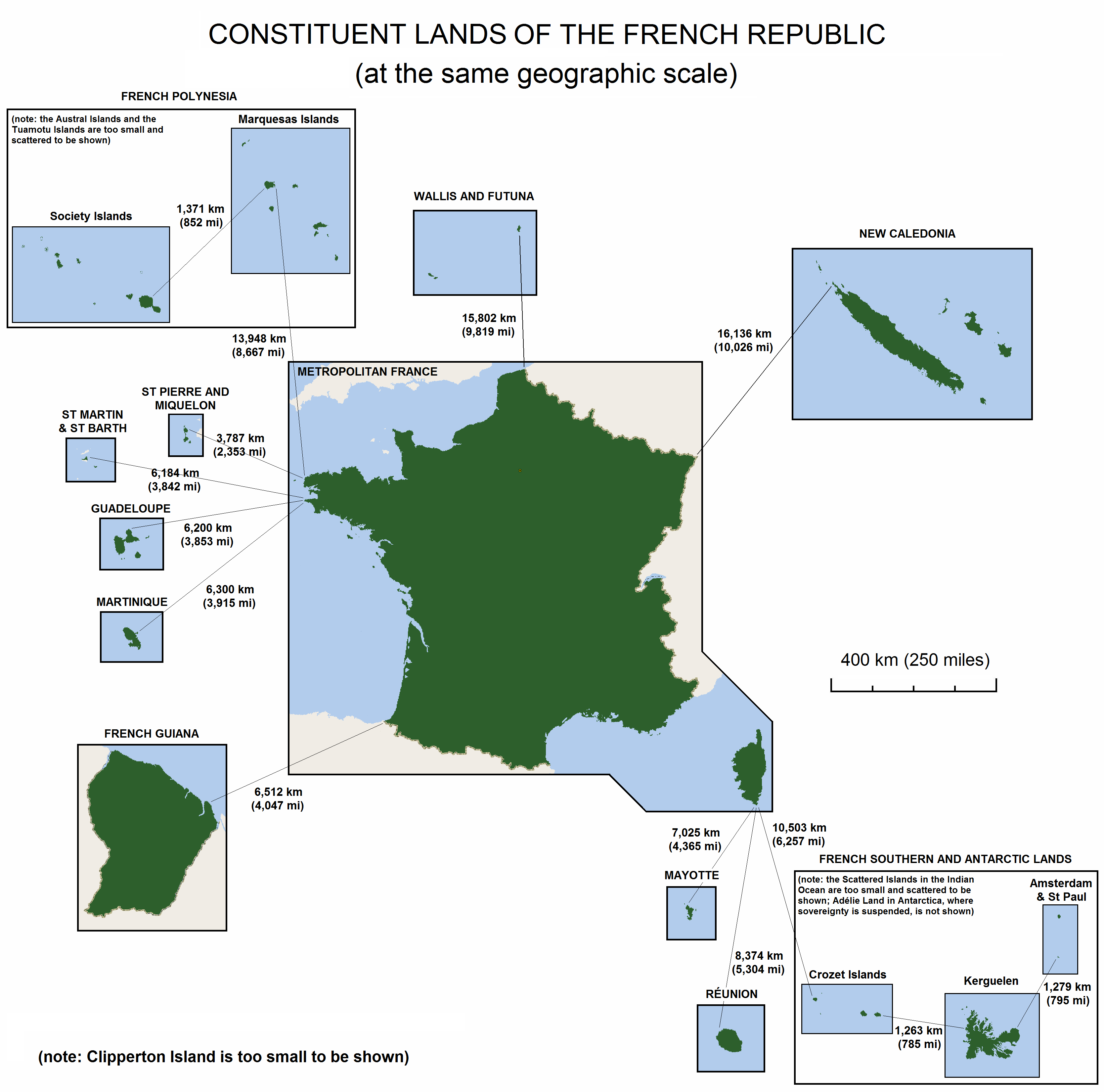
法兰西共和国各属土大小对比，已使用同一比例尺展示。

法国本土横跨UTC和UTC+1两个时区，全国目前使用欧洲中部时间(UTC+1)为标准时间，和欧盟其他国家一样，法国本土从3月的最后一个星期日（02:00 UTC+1）到10月的最后一个星期日（03:00 UTC+2）实行欧洲中部夏令时间（UTC+2）。法国在其海外领土上使用12个不同的时区，比世界上任何其他国家都多。

## 法国海外部分
法国海外部分使用不同的时区。
| 名称                 | 首都       | 行政级别         | 所处地区              | 时区                            |
| -------------------- | ---------- | ---------------- | --------------------- | ------------------------------- |
| 法属圭亚那           | 卡宴       | 海外省           | 南美洲                | UTC−03:00（GFT）                |
| 法属波利尼西亚       | 帕皮提     | 海外集体         | 南太平洋              | UTC−10:00，UTC−09:30，UTC−09:00 |
| 瓜德罗普岛           | 巴斯特尔   | 海外省           | 安的列斯群岛          | UTC−04:00                       |
| 马提尼克岛           | 法兰西堡   | 海外省           | 安的列斯              | UTC−04:00                       |
| 马约特岛             | 马穆楚     | 海外省           | 非洲 （莫桑比克海峡） | UTC+03:00                       |
| 新喀里多尼亚         | 努美阿     | 海外集体         | 南太平洋              | UTC+11:00                       |
| 留尼汪               | 圣但尼     | 海外省           | 非洲 （印度洋）       | UTC+04:00                       |
| 圣巴托洛缪岛         | 居斯塔维亚 | 海外集体         | 安的列斯              | UTC−04:00                       |
| 法属圣马丁           | 马穆楚     | 海外集体         | 安的列斯              | UTC−04:00                       |
| 圣皮埃尔和密克隆群岛 | 圣皮埃尔   | 海外集体         | 加拿大的东南          | UTC−03:00                       |
| 瓦利斯和富图纳群岛   | 马塔乌图   | 海外集体         | 南太平洋              | UTC+12:00                       |
| 法属南部和南极领地   | 法兰西港   | 海外地区         | 印度洋，南极洲大陆    | UTC+04:00，UTC+05:00，UTC+10:00 |
| 克利珀顿岛           | –          | 法国国家公有财产 | 墨西哥以西            | UTC−08:00                       |

## 历史
1891年之前，法国本土的每个城镇都有自己的时间，以当地的太阳时为准。1891年，为了避免铁路时刻表的复杂化，法国本土统一了时间，以巴黎的太阳时为基础。具体来说，铁路公司时刻表统一为巴黎太阳时落后5分钟，以使非准时旅客受益。1911年，法国本土采用GMT+0（格林威治的太阳时）作为官方时间，并一直使用到1940年（1916年至1940年夏季使用GMT+1）。
二战时法国被占。1940年夏天，德国在它的北部占领区内推行德国夏令时（GMT+2），法国本土南部未占领区则保留为法国夏令时（GMT+1）。维希当局在1940-1941年的冬天保留了GMT +1（法国的夏令时），并于1941年5月采用了GMT +2（双重夏令时，与德国的夏令时相同），以统一占领区和未占领区之间的铁路时间表。1942年，1943年和1944年，整个法国在夏季使用GMT +2，在冬季使用GMT +1。
1944年夏天法国解放时，法国本土跟随盟友英国保留了GMT +2。1944年至1945年的冬天，法国本土像英国一样改用GMT +1，并在1945年4月像英国一样再次改用GMT +2。1945年9月，法国本土回归GMT + 1（战前的夏令时），而英国人早在1945年7月就已这样做。法国本土原计划在1945年11月18日返回GMT +0（英国于1945年10月7日返回了GMT +0），但法国政府于1945年11月5日取消了该决定，从那时起GMT +1一直是法国本土的正式时间。
1976年，由于石油危机，法国本土自二战以来首次重新引入夏令时（夏季时间），因此自1976年以来，法国大都会在冬季一直处于格林尼治标准时间+1（现在为UTC +01:00）夏季是GMT +2（现在是UTC + 02:00）。1996年，欧盟发布2000/84/EC指令协调了各国夏令时起止时间，该指令将夏令时的结束日期移至10月的最后一个星期日。
截至2019年3月，一项废除该指令并要求成员国自2021年起自行选择全年时间的提案正在通过立法程序。一项不具约束力的公众咨询表明，大约59％的受访者希望法国采用全年的夏季时间（UTC + 02:00），而37％的受访者则倾向于全年的冬季时间（UTC + 01:00），而4％的人表示无所谓。
由于GMT（现在为UTC）是法国本土的“自然”时区，因此冬季使用UTC + 01:00可以看作是冬季采用夏时制，而夏天使用中欧夏令时（UTC + 02:00）可以看作是“双夏令时”的一种形式。